# Ratková
Ratková (hongrois : Ratkó) est un village de Slovaquie situé dans la région de Banská Bystrica.

## Histoire
La première mention écrite du village date de 1413.

## Démographie

### Évolution de la population
| Année:               | 1994. | 2004.   | 2014.   | 2024.    |
| -------------------- | ----- | ------- | ------- | -------- |
| Nombre de personnes: | 525   | 562     | 583     | 650      |
| Différence:          |       | +7,04 % | +3,73 % | +11,49 % |

| Année:               | 2023. | 2024.   |
| -------------------- | ----- | ------- |
| Nombre de personnes: | 648   | 650     |
| Différence:          |       | +0,30 % |